# ۴۸۵ (میلادی)
۴۸۵ (میلادی) چهارصد و هشتاد و پنجمین سال تقویم میلادی است.

## درگذشتگان
‎